# 李村镇 (石家庄市)
李村镇，是中华人民共和国河北省石家庄市鹿泉区下辖的一个乡镇级行政单位。

## 行政区划
李村镇下辖以下地区：
李村、闫同村、南许营村、北许营村、百尺杆村、张堡村、南白砂村、屯头村、同阁村、南胡庄村、北胡庄村、王村、向阳村、东小壁村、西小壁村、孟庄村、灰壁村、邓村、秦庄村、郑村、前东毗村、后东毗村和邓庄村。